# Chalybea
Genre
Synonymes
Huilaea Wurdack, Brittonia 9: 106. (1957)
Chalybea est un genre de plantes à fleurs de la famille des Melastomataceae dont les espèces sont originaires d'Amérique.

## Liste des espèces
- Chalybea brevipedunculata Penneys, C.Ulloa & D.Fernández
- Chalybea calyptrata (Penneys & M.E.Morales) Penneys & M.E.Morales
- Chalybea corymbifera Naudin
- Chalybea ecuadorensis (Wurdack) M.E.Morales & Penneys
- Chalybea kirkbridei (Wurdack) M.E.Morales & Penneys
- Chalybea macrocarpa (L.Uribe) M.E.Morales & Penneys
- Chalybea minor (L.Uribe) M.E.Morales & Penneys
- Chalybea mutisiana (L.Uribe) M.E.Morales & Penneys
- Chalybea occidentalis (Lozano & N.Ruiz-R.) M.E.Morales & Penneys
- Chalybea penduliflora (Wurdack) M.E.Morales & Penneys
- Chalybea peruviana M.E.Morales & Penneys

## Publication originale
- Naudin C., Ann. Sci. Nat., Bot. sér. 3 16: 99. (1851).